# Anton Butscheidt
Anton Butscheidt, auch Anton Butscheid, (* 2. April 1878; † 16. Juni 1949) war ein deutscher Architekt und Bauunternehmer, der vor allem in seiner Heimatstadt Bonn wirkte.

## Leben
Butscheidt wurde an der Kunstgewerbeschule Düsseldorf ausgebildet. Er führte ab 1903 gemeinsam mit seinem Bruder Jean ein Bureau für Architektur und Bauausführung, zu dem auch zeitweise eine Sandgrube und eine Ziegelei gehörten. Um 1912 trennte er sich von seinem Bruder. Ab 1933/1934 bezeichnete sich Butscheidt als Baumeister. Er kann als einer der bedeutenderen Architekten des Jugendstils in Bonn, im Besonderen in der Südstadt als einem der größten geschlossen erhaltenen historistischen Wohnviertel in Deutschland, gelten. Sein zum Teil für sich selbst errichtetes Doppelwohnhaus Rittershausstraße 26/28, von dem aus (Nr. 28) auch das Architekturbüro geführt wurde, besitzt eine der markantesten Jugendstilfassaden Bonns.
Anton Butscheidt war verheiratet mit Adèle geb. Bürger. Ihre Tochter Erna Agnès Butscheidt (1907–1997) heiratete 1951 den Maastrichter Ingenieur Joseph Fréderic Eduard Regout (1888–1971), Geschäftsführer des Keramikproduzenten Sphinx.

## Werk
- Karte mit allen Koordinaten der Werke:
- OSM |
- WikiMap

### Bauten in Bonn
| Bauzeit   | Ortsteil | Adresse                      | Bild           | Objekt         | Maßnahme                     | Anmerkungen                          |
| --------- | -------- | ---------------------------- | -------------- | -------------- | ---------------------------- | ------------------------------------ |
| 1903–1904 | Südstadt | Rittershausstraße 26/28 Lage | weitere Bilder | Doppelwohnhaus | Neubau (mit Jean Butscheidt) | Denkmalschutz                        |
| 1908      | Südstadt | Rittershausstraße 30 Lage    | weitere Bilder | Wohnhaus       | Neubau (mit Jean Butscheidt) | Denkmalschutz                        |
| 1908      | Südstadt | Rittershausstraße 32 Lage    |                | Wohnhaus       | Neubau (mit Jean Butscheidt) | Doppelhaus mit Nr. 34; Denkmalschutz |
| 1908      | Südstadt | Rittershausstraße 34 Lage    |                | Wohnhaus       | Neubau (mit Jean Butscheidt) | Doppelhaus mit Nr. 32; Denkmalschutz |
| 1908      | Südstadt | Reuterstraße 39 Lage         |                | Wohnhaus       | Neubau                       |                                      |
| 1910      | Südstadt | Schumannstraße 110 Lage      |                | Wohnhaus       | Neubau                       | Denkmalschutz                        |
| 1910      | Südstadt | Schumannstraße 112 Lage      |                | Wohnhaus       | Neubau                       | Denkmalschutz                        |
| 1910      | Südstadt | Schumannstraße 114 Lage      |                | Wohnhaus       | Neubau                       | Denkmalschutz                        |
| 1910      | Südstadt | Schumannstraße 116 Lage      |                | Wohnhaus       | Neubau                       | Denkmalschutz                        |
| 1910      | Südstadt | Schumannstraße 118 Lage      |                | Wohnhaus       | Neubau                       | Denkmalschutz                        |
| 1911      | Südstadt | Schumannstraße 102 Lage      |                | Wohnhaus       | Neubau                       | Denkmalschutz                        |
| 1911–1913 | Südstadt | Schumannstraße 100 Lage      |                | Wohnhaus       | Neubau                       | Denkmalschutz                        |
| 1912      | Südstadt | Schumannstraße 98 Lage       |                | Wohnhaus       | Neubau                       | Denkmalschutz                        |